# Dilophotriche pobeguinii
Dilophotriche pobeguinii là một loài thực vật có hoa trong họ Hòa thảo. Loài này được Jacq.-Fél. mô tả khoa học đầu tiên năm 1960.